# Старостуденецкое сельское поселение
Старостуденецкое се́льское поселе́ние — муниципальное образование в Буинском районе Татарстана Российской Федерации.
Административный центр — село Старый Студенец.

## История
Статус и границы сельского поселения установлены Законом Республики Татарстан от 31 января 2005 года № 17-ЗРТ «Об установлении границ территорий и статусе муниципального образования "Буинский муниципальный район" и муниципальных образований в его составе».

## Население
| 2010  | 2011  | 2012  | 2013  | 2014  | 2015  | 2016  |
| ----- | ----- | ----- | ----- | ----- | ----- | ----- |
| 1353  | ↘1346 | ↗1371 | ↗1377 | ↘1373 | ↗1379 | ↘1363 |
| 2017  | 2018  |       |       |       |       |       |
| ↘1333 | ↘1321 |       |       |       |       |       |

## Состав сельского поселения
| № | Населённый пункт | Тип населённого пункта            | Население |
| - | ---------------- | --------------------------------- | --------- |
| 1 | Бюрганы          | посёлок железнодорожного разъезда |           |
| 2 | Новый Студенец   | село                              |           |
| 3 | Старый Студенец  | село, административный центр      |           |